# Попов Олег Костянтинович
Попо́в Оле́г Костянти́нович (31 липня 1930, село Вирубово Московської області — 2 листопада 2016, Ростов-на-Дону) — радянський, після еміграції в 1991 німецький клоун, народний артист СРСР (1969).
Вважається одним із найвидатніших клоунів світу XX століття, поряд із такими, як швейцарець Ґрокк (Grock, 1880—1953) та іспанець Чарлі Рівель (Charlie Rivel, 1896—1983). Сценічні псевдоніми: радянського часу — «Сонячний клоун», в еміграції — «Щасливий Ганс».

## Біографія
Олег Костянтинович Попов народився 31 липня 1930 у підмосковному містечку Вирубово. Батько, Костянтин Попов, працював на годинниковому заводі, мати, Марія Михайлівна працювала ретушеркою картин. Олег був єдиною дитиною в сім'ї, у якій, за спогадами артиста, панували злидні й голод. Через місяць сім'я переїхала до Москви й оселилася в багатосімейній комунальній квартирі неподалік стадіону «Динамо».
В 1937 році батько потрапив «під коток» сталінського терору і зник. Це лишило незагойну рану в душі Олега на все життя. Через це він потім ніколи не намагався вступити в КПРС, куди його запрошувала радянська влада.
В 1943 році Олег почав працювати учнем слюсаря на поліграфічному комбінаті «Правда». 1944 року, займаючись у гуртку акробатики Палацу спорту «Крила Рад», познайомився зі студентами циркового училища, побував на їхніх репетиціях. У цьому ж році вступає в Державне училище циркового мистецтва, яке закінчує в 1950 року за фахом ексцентрик на дроті.
Почав кар'єру еквілібристом, виступаючи з номером «Ексцентрик на вільному дроті». В 1951 року дебютував як клоун у Саратовському цирку. Остаточно утвердився в цьому амплуа в Молодіжному цирковому колективі (1951–1953 рр.). Створив артистичний образ «Сонячного клоуна» — безжурного хлопчини з копицею русявого волосся в нарочито широких смугастих штанях і картатій кепці. У своїх виступах використовував еквілібристику, акробатику, жонглювання, пародіювання циркових номерів, але головне місце в його виступах займали антре, вирішені засобами буфонади й ексцентрики. Серед найкращих реприз Олега Попова — «Кухар», «Свисток», «Промінь».
Учасник багатьох телевізійних передач, часто знімався в кіно, виступав як режисер циркових вистав. Брав участь у перших гастролях радянського цирку в країнах Західної Європи. Ці поїздки принесли йому світову славу.
1991 року емігрував до Німеччини, виступав під сценічним псевдонімом «Щасливий Ганс» (нім. Hans im Glück — персонаж казок братів Грімм).
В 1997 році російський уряд запросив актора повернутися до Росії, але той відмовився. Він вважав себе ображеним і приниженим російською державою, яка за всі його досягнення призначила йому державну пенсію в перерахунку на євро €80.
В 2008 році взяв участь у підготовці видання книги «Автограф століття».
В 2015 році вперше за тривалий час виступив у Росії.
Помер 2 листопада 2016 під час гастролей у Ростові-на-Дону, сидячи ввечері після вистави перед телевізором. Причиною смерті стала зупинка серця. Поховати артиста сім'я вирішила у Німеччині. Останньою волею Попова було його проводжання й поховання у клоунському костюмі.

## Приватне життя
- Перша дружина — Олександра Іллінічна Попова (1932—1990), скрипалька циркового оркестру. Були в шлюбі з 1952 року і до смерті Олександри від раку.
  - донька Ольга
- Друга дружина — Габріела Леман (Gabriela Lehmann, на 32 роки молодша від артиста), познайомилися в 1991 році під час циркової вистави й у вересні 1992 року одружилися в місті Бреда (Нідерланди)[9].

## Цікаві факти
Одна з перших персоніфікованих радянських ляльок — Олег Попов (лялька).

## Фільмографія
1. 1953 — Арена сміливих
2. 1959 — Втрачена фотографія — клоун Олег Попов (камео)
3. 1959 — Клишоногий друг
4. 1966 — Останній шахрай — клоун Олег Попов (камео)
5. 1967 — Самая высокая — клоун Олег Попов (камео)
6. 1969 — Новогоднее похищение — клоун Олег Попов (камео)
7. 1970 — Две улыбки
8. 1970 — Полчаса на чудеса — дядя Маляр
9. 1970 — Приключения жёлтого чемоданчика — клоун Олег Попов (камео)
10. 1972 — Карнавал — клоун
11. 1976 — Веселі сновидіння, або Сміх і сльози — маг Універ
12. 1976 — Мама — Ведмідь
13. 1976 — Синій птах — клоун
14. 1979 — Солнце в авоське — клоун Олег Попов (камео)
15. 1986 — Стороннім вхід дозволений — клоун Олег Попов (камео)